# Spacebae
Spacebae (gestileerd als SPACEBAE) is een lied van het Nederlandse rapduo Qlas & Blacka. Het werd in 2021 als single uitgebracht en stond in 2023 als dertiende track op het album Deadline.

## Achtergrond
Spacebae is geschreven door Emre Sagiroglu, Cheneydo Zunder en Luciano Jafari Mehrabady en geproduceerd door Jordan Knows. Het is een lied uit de genres nederhop en drillrap. In het lied vertellen de rappers over een mooie vrouw. Het is de eerste solohitsingle van het duo in 2021 en eveneens de laatste hitsingle van 2021. Op de B-kant van de single is een instrumentale versie van het lied te vinden. In 2021 was een eerdere versie van het lied met de titel Spacebea al enigszins succesvol met een 82e plaats in de Single Top 100. Deze versie was een niet officieel door de rappers zelf uitgebrachte versie, maar een door DrillNL geüploade demo.

## Hitnoteringen
Het rapduo had bescheiden succes met het lied in Nederland. Het piekte op de 35e plaats van de Single Top 100 en stond zestien weken in deze hitlijst. De Top 40 werd niet bereikt; het lied bleef steken op de twaalfde plaats van de Tipparade.